# Ilona Plecháčová
Ilona Plecháčová (* 26. prosince 2006 Jilemnice) je česká juniorská biatlonistka, dorostenecká mistryně světa z vytrvalostního závodu v Östersundu 2025, vítězka vytrvalostního závodu a bronzová medailistka ze smíšené štafety na Zimních olympijských hrách mládeže 2024 v jihokorejském Kangwonu, bronzová medailistka ze sprintu na Zimním evropském olympijském festivalu mládeže 2023, bronzová medailistka ze stíhacího závodu na Mistrovství světa v letním biatlonu 2024 a trojnásobná medailistka z Mistrovství světa juniorů 2024.
Do závodu pořádaného Mezinárodní biatlonovou unií (IBU) poprvé nastoupila v sezóně 2022/2023, a to do sprintu v rámci IBU Junior Cupu. Dne 16. ledna 2025 se jí podařilo vyhrát sprint IBU Junior Cupu v polském středisku Jakuszyce. Nejlepším umístěním v celkovém hodnocení IBU Junior Cupu pak bylo 45. místo z debutové sezóny. K 1. únoru 2025 jí v této soutěži patří průběžné 15. místo.
V seniorské kategorii Plecháčová debutovala v sezóně 2024/2025 startem ve sprintu v IBU Cupu, druhé nejvyšší soutěži IBU. Tímto závodem si nastavila své osobní maximum z této soutěže na 27. místo. V průběžném pořadí IBU Cupu byla k 1. únoru 2025 na 98. místě.
Studuje na Sportovním gymnáziu Jilemnice.

## Kariéra
K lyžím byla vedena už od raného dětství a s běžeckým lyžováním, kterému se věnovala i její matka, se poprvé na klubové úrovni setkala v Dolní Branné, kde se jejím prvním trenérem stal Aleš Suk. Během žákovských let přestoupila do klubu Krkonoše Vrchlabí k trenéru Tomáši Kulhánkovi a poprvé vyzkoušela k běhu na lyžích přidat i střelbu. Ve střelbě ji následně v Jilemnici trénoval Tomáš Holubec a od přestupu k juniorskému reprezentačnímu týmu žen ji trénuje Jindřich Šikola.

### Sezóna 2022/2023
Sezóna 2022/2023 se stala její první sezónou v závodech Mezinárodní biatlonové unie. Poprvé nastoupila do sprintu v IBU Junior Cupu v italském středisku Martell-Val Martello, ve kterém dojela 47. V celkovém hodnocení této sezóny IBU Junior Cupu skončila na 45. pozici.
Na Zimním evropském olympijském festivalu mládeže 2023 dokázala získat bronzovou medaili ze sprintu, páté místo z vytrvalostního závodu a čtvrté se smíšenou štafetou. Zúčastnila se také juniorského mistrovství světa 2023 v kazašském Ščučinsku, kde se nejlépe umístila na 4. místě ve stíhacím závodě.

### Sezóna 2023/2024
Sezónu 2023/2024 zahájila účastí na Mistrovství světa v letním biatlonu 2023 v Breznu-Osrblie, kde nejvýše dosáhla na 10. místo ve stíhacím závodu. Její dosavadní největší úspěch přišel na Zimních olympijských hrách mládeže 2024 v Kangwonu v Jižní Koreji, kde byla mimo jiné také vlajkonoškou české výpravy. Zvítězila zde ve vytrvalostním závodu a medailové umístění brala i se smíšenou štafetou, která skončila třetí. Během téže sezóny na Mistrovství světa dorostenců 2024 získala hned 3 medaile – stříbrnou z vytrvalostního závodu a dvě bronzové s ženskou i smíšenou štafetou.
Navzdory ostatním úspěchům se jí v této sezóně nepodařilo ani v jednom ze dvou startů v IBU Junior Cupu dosáhnout na bodované příčky.

### Sezóna 2024/2025
Na úvod sezóny 2024/2025 se jí v estonském Otepää podařilo 3. místem ze stíhacího závodu poprvé dosáhnout na stupně vítězů na mistrovství světa v letním biatlonu.
Vedle pokračování v IBU Junior Cupu se prvním závodem v kariéře mezi dospělými pro Plecháčovou stal sprint v IBU Cupu v rakouském Obertilliachu, ve kterém skončila na 27. místě. Na téže zastávce IBU Cupu dojela ve smíšené štafetě dvojic s Davidem Eliášem na 4. místě, na zastávce v německém Arberu v lednu 2025 však bodovala pouze jednou.
Dne 16. ledna 2025 se Plecháčová poprvé v kariéře dostala na stupně vítězů i v závodu IBU Junior Cupu, kdy v polském středisku Jakuszyce dokázala s čistou střelbou zvítězit ve sprintu. Trenér Šikola uvedl, že se Plecháčová během sezóny před zastávkou v Polsku potýkala s přesností střelby. V následném Mistrovství Evropy juniorů 2025 v Altenbergu se jejím nejlepším osobním výsledkem stalo 6. místo ze sprintu, ve kterém udělala jednu chybu na střelnici.
V únoru 2025 byla při neúčasti Markéty Davidové a zdravotních problémech Kristýny Otcovské dodatečně nominována do českého reprezentačního týmu pro mistrovství světa. Zúčastnila se štafetového závodu, kde na posledním úseku rychlejším během zlepšila postavení českého týmu z 14. na 12. pozici v cíli.
Po mistrovství světa byla nasazena i do štafety v závodech světového poháru v Novém Městě na Moravě. Jejím prvním individuálním závodem ve světovém poháru byl sprint v norském Holmenkollenu, kde s dvěma nezasaženými terče dojela na 90. místě.

## Výsledky

### Mistrovství světa
| Sezóna  | Akce | Místo       | SP | SZ | HZ | IZ | ŠT  | SŠT | SZD | Věk    |
| ------- | ---- | ----------- | -- | -- | -- | -- | --- | --- | --- | ------ |
| 2024/25 | MS   | Lenzerheide | –  | –  | –  | –  | 12. | –   | –   | 18 let |

### Světový pohár

#### Sezóna 2024/2025
| ČSP              | Místo                | SP           | SZ           | HZ           | IZ           | ŠT           | SŠT          | SZD          |
| ---------------- | -------------------- | ------------ | ------------ | ------------ | ------------ | ------------ | ------------ | ------------ |
| 1.               | Kontiolahti          | nestartovala | nestartovala | nestartovala | nestartovala | nestartovala | nestartovala | nestartovala |
| 2.               | Hochfilzen           | nestartovala | nestartovala | nestartovala | nestartovala | nestartovala | nestartovala | nestartovala |
| 3.               | Annecy               | nestartovala | nestartovala | nestartovala | nestartovala | nestartovala | nestartovala | nestartovala |
| 4.               | Oberhof              | nestartovala | nestartovala | nestartovala | nestartovala | nestartovala | nestartovala | nestartovala |
| 5.               | Ruhpolding           | nestartovala | nestartovala | nestartovala | nestartovala | nestartovala | nestartovala | nestartovala |
| 6.               | Anterselva           | nestartovala | nestartovala | nestartovala | nestartovala | nestartovala | nestartovala | nestartovala |
| 7.               | Nové Město na Moravě | –            | –            | ×            | ×            | 8.           | ×            | ×            |
| 8.               | Pokljuka             | nestartovala | nestartovala | nestartovala | nestartovala | nestartovala | nestartovala | nestartovala |
| 9.               | Oslo-Holmenkollen    | 90.          | –            | –            | ×            | ×            | ×            | ×            |
| Celkové umístění | Celkové umístění     | nkl.         | –            | –            | –            | 10.          | –            | –            |
| Celkové umístění | Celkové umístění     | nkl.         |              |              |              | 10.          | –            | –            |

### Letní mistrovství světa
| Sezóna  | Akce | Místo          | SS  | SP  | SZ  | HZ | IZ | ŠT | SŠT | SZD | Věk    |
| ------- | ---- | -------------- | --- | --- | --- | -- | -- | -- | --- | --- | ------ |
| 2023/24 | MSL  | Brezno-Osrblie | 13. | 21. | 10. | ×  | ×  | ×  | ×   | ×   | 16 let |
| 2024/25 | MSL  | Otepää         | 21. | 9.  | 3.  | ×  | ×  | ×  | ×   | ×   | 17 let |

### Juniorská a dorostenecká mistrovství
| Sezóna  | D     | Místo                     | SP  | SZ  | IZ  | HZ60 | ŠT  | SŠ | Věk    |
| ------- | ----- | ------------------------- | --- | --- | --- | ---- | --- | -- | ------ |
| 2022/23 | MSEJ  | Madona                    | 7.  | 23. | DNS | ×    | ×   | 4. | 16 let |
| 2022/23 | MSD   | Ščučinsk                  | 6.  | 4.  | 18. | ×    | 7.  | 5. | 16 let |
| 2022/23 | EYOWF | Furlansko-Julské Benátsko | 3.  | ×   | 5.  | ×    | ×   | 4. | 16 let |
| 2023/24 | WYOG  | Kangwon                   | 5.  | ×   | 1.  | ×    | ×   | 3. | 17 let |
| 2023/24 | MSD   | Otepää                    | 28. | ×   | 2.  | 10.  | 3.  | 3. | 17 let |
| 2024/25 | MSEJ  | Altenberg                 | 6.  | ×   | 27. | 16.  | ×   | 6. | 18 let |
| 2024/25 | MSD   | Östersund                 | 3.  | ×   | 1.  | 3.   | 11. | 5. | 18 let |